# Hundskopffledermäuse
Die Hundskopffledermäuse (Peropteryx) sind eine Gattung aus der Familie der Glattnasen-Freischwänze (Emballonuridae), deren Vertreter in Zentral- und Südamerika beheimatet sind.

## Beschreibung
Hundskopffledermäuse haben eine Kopf-Rumpf-Länge von 45 bis 55 mm und eine Unterarmlänge von 38 bis 54 mm. Die Ohren von Peropteryx macrotis, P. trinitatis und P. kappleri sind voneinander getrennt, während die von P. leucoptera über dem Kopf durch eine Membran miteinander verbunden sind. Die Gattung unterscheidet sich von Sackflügelfledermäusen (Gattung Saccopteryx) durch das Fehlen von weißen Streifen auf dem Rücken des ansonsten braunen Fells, sowie durch die Form und Position der Flügeltaschen. Bei den Hundskopffledermäusen liegen die Taschen am oberen Rand der Flughaut und öffnen sich nach außen, während die Taschen der Sackflügelfledermäuse nahe dem Ellbogen am Unterarm liegen und sich nach oben öffnen.

## Lebensweise
Die Arten der Hundskopffledermäuse sind wie die meisten Fledermäuse nachtaktiv und ernähren sich von Insekten. Man findet die Gattung in einer Vielzahl von Lebensräumen wie Wäldern, Sümpfen, Savannen und landwirtschaftlich genutzten Gebieten. Den Tag verbringen die Tiere in Höhlen, Felsspalten, Ruinen, hohlen Bäumen und an Brettwurzeln. Dabei hängen sie nicht wie die meisten Fledermäuse von einer horizontalen Fläche, sondern von vertikalen, wobei sie die Flügel in einem 45°-Winkel vom Körper abwinkeln und einen gewissen Abstand zueinander einhalten. Die Gruppengrößen schwanken zwischen 10 und 33 Individuen.

## Arten und Verbreitung
Es werden fünf Arten unterschieden:
- Große Hundskopffledermaus (Peropteryx kappleri Peters, 1867) – Süden Mexikos bis Bolivien und Süden Brasiliens.
- Weißflügel-Hundskopffledermaus (Peropteryx leucoptera (Peters, 1867)) – Nördliche Hälfte Südamerikas.
- Kleine Hundskopffledermaus (Peropteryx macrotis (Wagner, 1843)) – Süden Mexikos bis Paraguay.
- Trinidad-Hundskopffledermaus (Peropteryx trinitatis (Matschie, 1897)) – Auf Trinidad und Tobago, Grenada und Nueva Esparta.
- Blassflügel-Hundskopffledermaus (Peropteryx pallidoptera (Lim et al., 2010)) – Die Art wurde erst 2010 beschrieben und ist von drei Orten in Peru und Ecuador bekannt.[1]

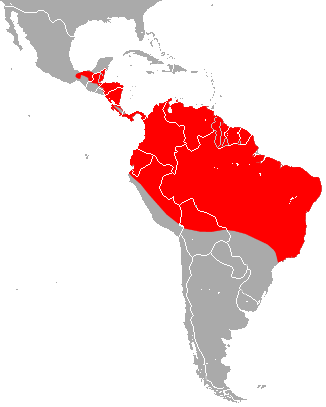
Verbreitungsgebiet von Peropteryx kappleri
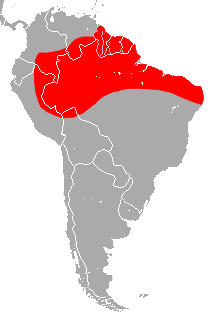
Verbreitungsgebiet von Peropteryx leucoptera
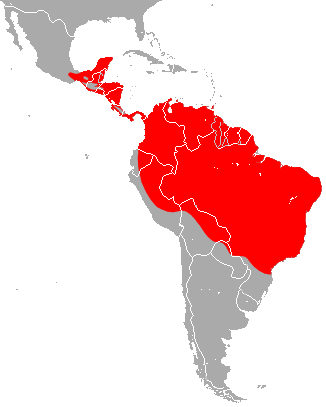
Verbreitungsgebiet von Peropteryx macrotis
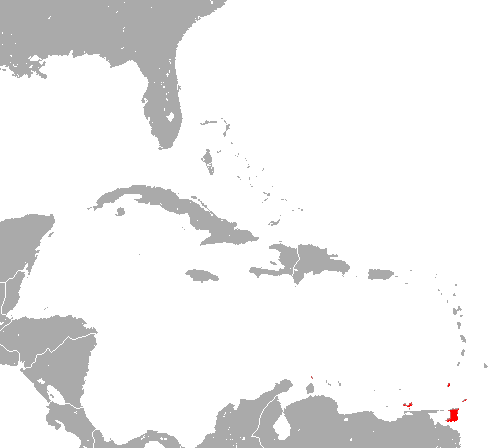
Verbreitungsgebiet von Peropteryx trinitatis